# Карпюк, Алексей Никифорович
Алексе́й Ники́форович Карпю́к (бел. Аляксей Нічыпаравіч Карпюк; 14 апреля 1920, дер. Страшево  Белостокского воеводства  — 14 июля 1992, Гродно) — советский и белорусский писатель, общественный деятель, участник Великой Отечественной войны. Заслуженный работник культуры БССР (1980), член СП СССР (1953), член СП БССР.

## Биография
Родился в крестьянской семье, его отец был членом Коммунистической партии Западной Белоруссии. В 1934 году парень окончил 4 класса польской семилетки, куда приходилось ходить за шесть вёрст. В 1938—1939  годах учился в гимназии в Вильно. Ещё подростком Алексей вступил в комсомол Западной Белоруссии, участвовал в работе Товарищества белорусской школы. На учёбу зарабатывал самостоятельно, работая посыльным в гимназии, разносчиком молока. После закрытия этого учебного заведения, в 1939—1941 годах, он продолжил учёбу в Новогрудском педагогическом училище, которое окончил как раз накануне войны. Учился вместе с Колесником В. А.
С начала оккупации вошёл в состав подпольной диверсионной группы. В ходе одной из операций на железной дороге в конце 1942 года был арестован и отправлен в тюрьму в Белостоке, а оттуда — в концентрационный  лагерь Штутгоф. Обстоятельства плена будут позднее трагически отзываться на его судьбе писателя и общественного деятеля. Осенью 1943 года сумел бежать из лагеря и присоединился к партизанам. В 1944 году он стал командиром организованного им партизанского отряда имени Кастуся Калиновского, который действовал на Гродненщине. Лично пустил под откос четыре вражеских железнодорожных состава, был награждён медалью «Партизану Отечественной войны» 1-й степени. 1 ноября 1944 года военным комиссариатом города Гродно, несмотря на бронь, в добровольном порядке ушёл в РККА. С 1 января 1945 года сражался на фронте, принимал участие в боях на территории Польши и Германии. Дважды ранен, инвалид II группы.
С 1947 года член КПСС. В 1949 году окончил отделение английского языка Гродненского педагогического института, после чего работал в системе образования: заведующим Сопоцкинского РОНО (1949—1951), директором Бискупской семилетней школы (1951—1953).
В литературе дебютировал с повестью «В одном институте» (1953). С этого года член Союза писателей СССР. Алексей Никифорович работал в Гродненском пединституте (1953—1955), в областной газете «Гродненская правда» (1955—1957), был собственным корреспондентом газеты «Літаратура і мастацтва». В 1961 году окончил Высшие литературные курсы в Москве. С этого года возглавлял агентство «Интурист» в Гродно, с 1965 года — секретарь Гродненского областного отделения Союза писателей БССР, с 1970 — уполномоченный Всесоюзного агентства по авторским правам по Гродненской области. В 1971 году по сфабрикованному КГБ делу был исключён из партии. Восстановлен в партии после личного вмешательства первого секретаря ЦК КПБ П. М. Машерова. Один из основателей и директор (1977—1981) Гродненского государственного музея истории религии. В 1978 году вновь стал секретарём Гродненского областного отделения Союза писателей БССР. В 80-х стал активным деятелем общественных процессов в Гродно: активистом БНФ, одним из создателей Объединения белорусов мира «Бацькаўшчына». Боролся против партийной бюрократии. После очередной клеветы, организованной властями, выиграл суд против «ветеранов»-клеветников и вышел из партии.
Дружил с Василём Быковым.
Умер 14 июля 1992 года.

## Творчество
Некоторые произведения посвящены военной тематике, однако чаще представляют собой высокохудожественную хронику Западной Белоруссии и Принёманского края, города Гродно. Опубликованы книги повестей и рассказов «Две сосны»  (1958), «Данута» (1960), «Моя Гродненщина» (очерк, 1960), «Пущанская одиссея» )1964), «Чего мы стоим» (библиотека газеты «Голос Родины», 1970), «След на земле: Сокровища и достижения моей Гродненщины» (1972), «Вершалинский рай» (1974), «Ольга Корбут» (1977), «Свежая рыба» (1978), «Портрет» (1983), «Современный конфликт» (1985), «Две сестры» (сказка, 1986), роман «Корни» (1988). В 1991 году написал повесть «Белая дама» о событиях белорусской истории периода Великого княжества Литовского. Избранные произведения в двух томах вышли в 1980 и в 1990—1991 годах, а также в 2007 году в серии «Беларускі кнігазбор».

## Награды
- Медаль «Партизану Отечественной войны» I степени (1944)
- Орден Отечественной войны II степени (1945).
- Орден Отечественной войны I степени (1984).
- Орден Трудового Красного Знамени.
- Золотой крест Военного ордена «Virtuti militari» Республики Польша.
- Медаль «За победу над Германией в Великой Отечественной войне 1941—1945 гг.».

## Премии и почётные звания
- Литературная премия Союза писателей БССР имени И. Мележа (1986) за книгу «Современный конфликт».

## Память
- В Ленинском районе города Гродно, в микрорайоне Заболоть-2 именем Алексея Карпюка названа улица.
- В 2019 году мемориальная доска была установлена на доме № 49 по улице Элизы Ожешко в Гродно, где писатель долгие годы проживал с семьёй[3][4].